# Мобильное телевидение

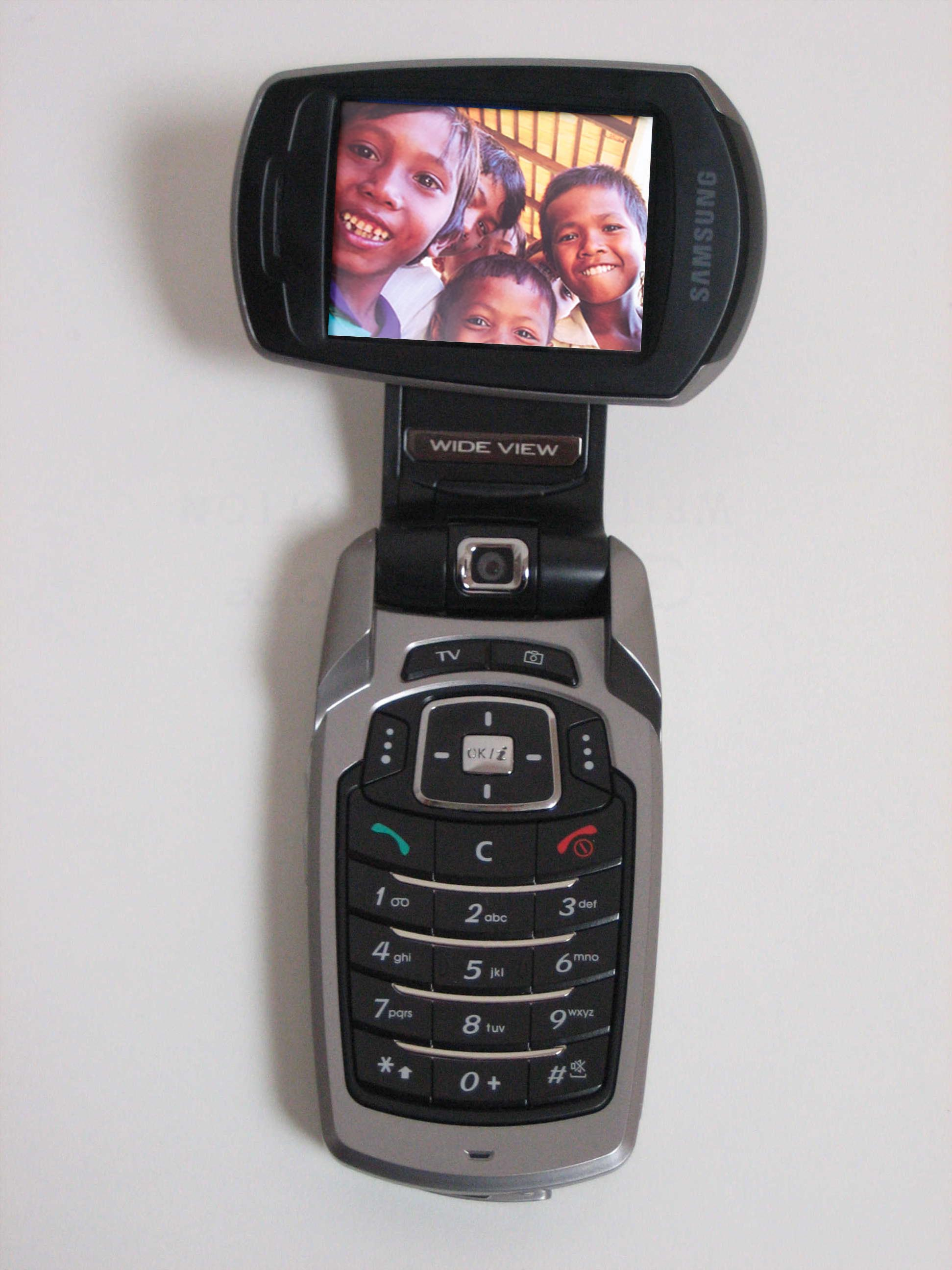
Мобильное телевидение на телефоне

Мобильное телевидение — услуга, предоставляющая возможность владельцам сотовых телефонов или других мобильных устройств с подключением к сотовой телефонной сети, смотреть телевизионные программы и трансляции, доставляемые посредством мобильных телекоммуникационных сетей, в режиме онлайн. Для доставки контента на мобильный телефон пользователя может использоваться GPRS соединение, 3G-сети, 4G — Mobile WiMAX или Wi-Fi.
Данная технология впервые была запущена в Южной Корее в 2005 году.

## Стандарты мобильного телевидения
- DVB-H (Digital Video Broadcasting — Handheld) — Россия, ЕС;
- DVB-SH (Digital Video Broadcasting — Satellite services to Handhelds);
- CMMB (China Mobile Multimedia Broadcasting) — Китай;
- DAB-IP (Digital Audio Broadcast) — Англия;
- T-DMB (Terrestrial Digital Mulitmedia Broadcast) — Южная Корея, Германия;
- S-DMB (Satellite Digital Multimedia Broadcast) — Южная Корея, Япония;
- HSPA (High Speed Packet Access);
- ISDB-T (Integrated Service Digital Broadcasting) — Япония, Бразилия;
- 1seg (One Segment) — Мобильное телевидение в ISDB-T;
- MediaFLO — запущено в США, испытано в Англии и Германии.
- ATSC-M/H — Южная Корея, США.

В 2008 году Европейский союз утвердил стандарт мобильного телевидения DVB-H.